# Moscheea Kalyan
Moscheea Kalyan sau Po-i-Kalyan este o moschee din orașul Buhara, Uzbekistan. Aceasta este cea mai importanta clădire din oraș și unul dintre cele mai celebre monumente ale acestei țări.

## Istorie

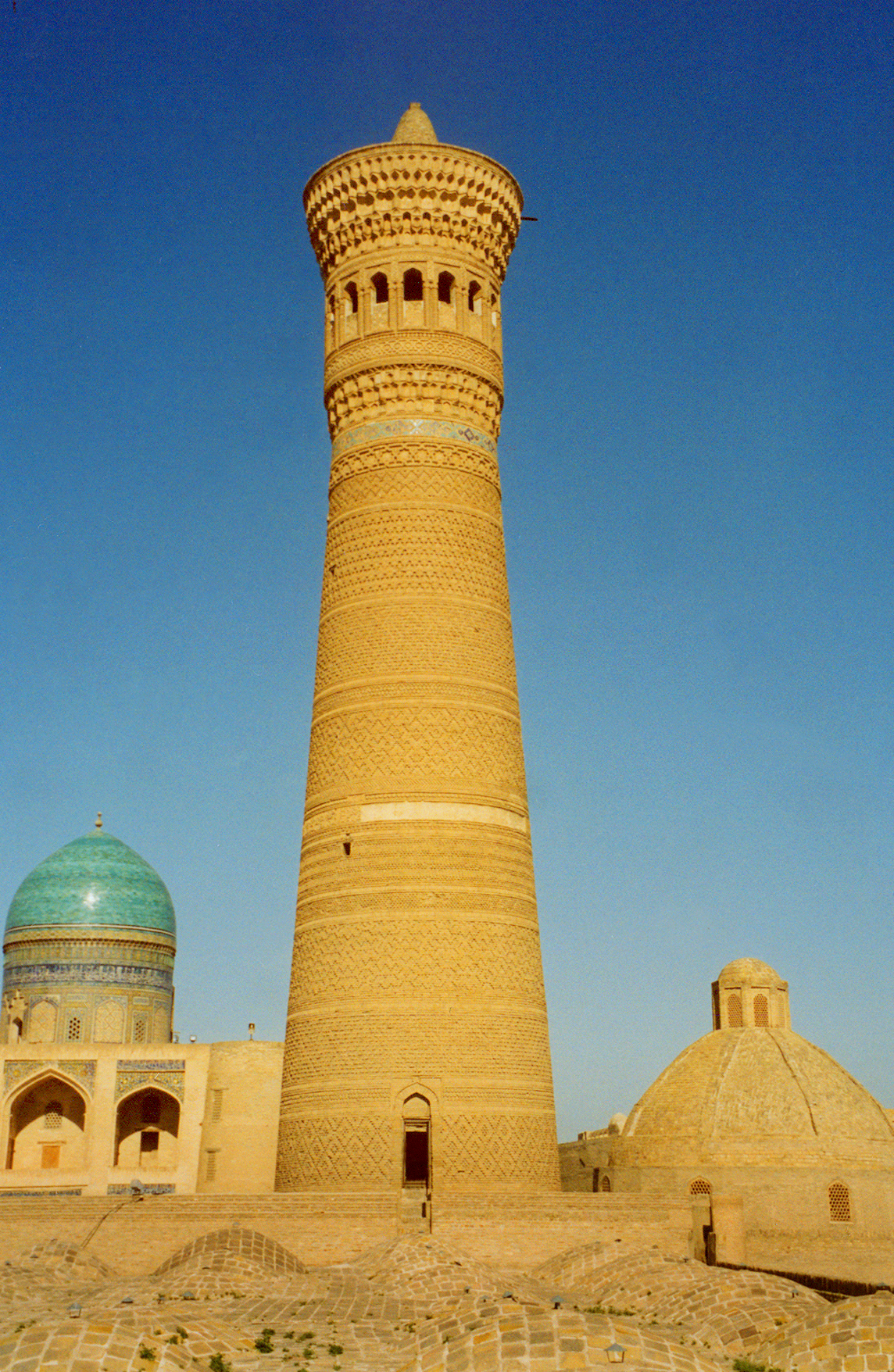
Minaretul.

Pe locul actualei moschei exista în timpurile preislamice un templu al focului zoroastrian. În anul 713, templul a fost dărâmat și înlocuit cu o moschee care a fost la rândul ei demolată și reconstruită de-a lungul timpului din cauza războaielor. În anul 1127, Arslan Han, conducătorul Hanatului Karakhanid, a renovat edificiul adăugându-i un mare minaret. Înalt de 45,6 metri, minaretul a fost numit Po-i-Kalyan (Piciorul celui Măreț), de unde și numele moscheii. De asemena, minaretul mai este poreclit și Turnul morții, deoarece de aici erau aruncați de multe ori criminalii și bandiții.
Marele cuceritor mongol, Ginghis Han, a crezut inițial că moscheea este palatul hanului local, fiind uimit de frumusețea sa. Se spune chiar că ar fi ținut o predică în această moschee pentru a vorbi mulțimii noului oraș cucerit. Cu toate acestea, mongolii au incendiat locașul, păstrându-se doar minaretul său impunător.
În anul 1512, la doi ani după moartea lui Shaibani Han, Muizz ad-Din Abu-l Gazi Ubaidullah, nepotul hanului, a ajuns sultan de Buhara. Acesta a început imediat reconstruirea și înfrumusețarea orașului. În anul 1514, moscheea Kalyan a fost reconstruită la o scară mult mai mare, pentru a rivaliza cu Moscheea Bibi-Khanum din Samarkand, capitala hanatului. Chiar și după ce Ubaidullah a fost ales han, acesta a rămas tot în Buhara, noua capitală. O altă contribuție a lui Ubaidullah Han este construirea Medresei Mir-i Arab. Construită între anii 1535-1536 ca o instituție de învățământ islamic, medresa a funcționat sub patronajul șeicului Abdullah Yamani venit din Yemen. Acesta a fost mentorul spiritual al lui Ubaidullah Han și al fiului său, Abdul-Aziz Han. Construirea medresei a însemnat ridicarea orașului Buhara la statutul unui centru de învățământ celebru. De asemenea, au fost construite câteva mausolee pentru han și membrii familiei sale.